# Sergio Zanni
Sergio Zanni, né le 22 mai 1942 à Ferrare, est un peintre et sculpteur italien, actif en France dans les années 1960 et 1970.

## Biographie
Lorsque les bombardements de la Seconde Guerre mondiale débutent à Ferrare, sa famille part s'installer chez des parents à la campagne, à Casumaro (it). Au retour de la guerre, il commence le dessin grâce à son oncle maternel. 
Il étudie à l'institut d'art Dosso Dossi de Ferrare puis à l'Académie des beaux-arts de Bologne auprès d'Umberto Mastroianni,. Il enseigne à l'institut d'art de Ferrare jusqu'en 1995 en parallèle de son activité artistique. Actif en France dans les années 1960 et 1970, il vit et travaille dans sa ville natale, à Ferrare.

Il participe à des expositions personnelles et collectives en Italie et à l'étranger à partir de 1973.

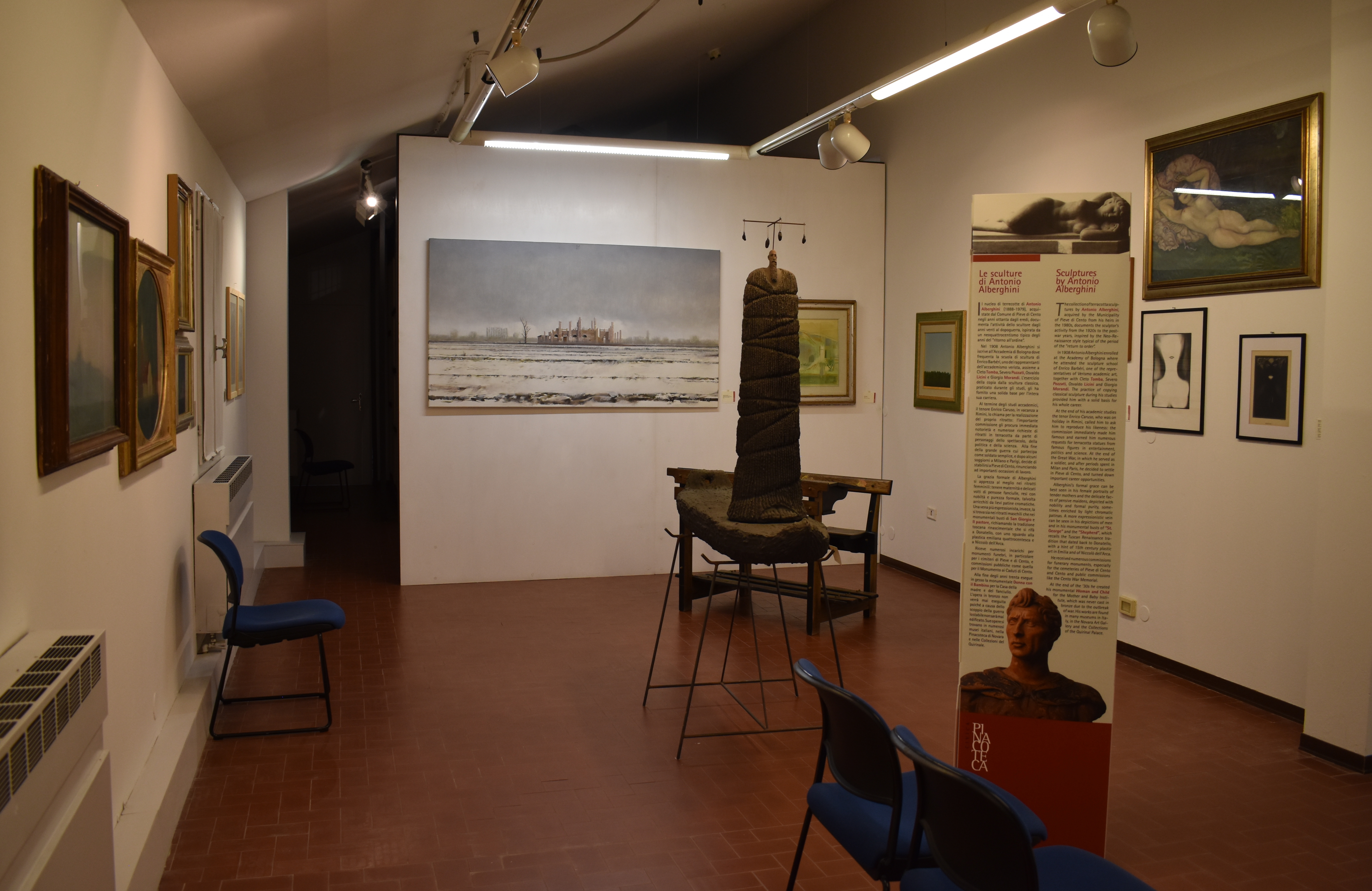
Sculpture de Zanni, au centre, à la pinacothèque de Pieve di Cento

## Œuvre
Son œuvre figurative est inspirée du symbolisme et du surréalisme. Il explore dans un premier temps les thèmes des musiciens et des clowns dans ses peintures avec parfois des peintures non-figuratives, puis le thème des voyageurs à travers ses sculptures. Il représente ainsi des personnages avec de gros sacs à dos, les mains dans les poches, mystérieux et ornant de grands chapeaux. 
Il a pour matériau de prédilection la terre cuite mais expérimente à la fin du XXe siècle d'autres matériaux plus légers notamment pour ses sculptures monumentales avec du polystyrène recouvert de billes de fer, de la fibre de verre et des tiges de fer.

## Collections publiques
- 2002 : Pittore sconosciuto, sculpture en bronze, Museo Omero (it)[2].
- 2004 : Foto di gruppo, complexe en polystyrène, salon d'honneur du palais municipal de Ferrare[1].